# Peter Sørensen (atlet)
 For alternative betydninger, se Peter Sørensen. (Se også artikler, som begynder med Peter Sørensen)
Peter Sørensen var en dansk atlet medlem af Københavns FF (senere Københavns IF) som 1896 satte dansk rekord på 2 engelske miles med 10:39,0. Rekorden stod i to år til klubkammeraten Poul Harboe-Christensen forbedrede den med 6,6 sekunder.